# Дарден, Декстер
Де́кстер Да́рден (англ. Dexter Darden; род. 24 июня 1991, Камден, Нью-Джерси) — американский актёр кино и телевидения.

## Биография
Декстер Дарден родился 24 июня 1991 года в городе Камден (штат Нью-Джерси, США). Впервые на широком экране появился в 15-летнем возрасте в фильме «Мой брат», впервые на телевидении — двумя годами позже, в ленте «Спасатели во времени».

## Фильмография
За 18 лет кино-карьеры (2006—2024) Декстер Дарден снялся примерно в 30 фильмах и сериалах.
Широкий экран
- 2006 — Мой брат[англ.] / My Brother — «Сын бейсбола»
- 2008 — Кадиллак Рекордс / Cadillac Records — сын-подросток Женевы Уотерс
- 2010 — Стоячая овация[англ.] / Standing Ovation — MC Джон
- 2012 — Радостный шум / Joyful Noise — Уолтер Хилл
- 2013 — Географический клуб[англ.] / Geography Club — Джаред Шарп
- 2014 — Бегущий в лабиринте / The Maze Runner — Фрайпэн («Сковородка»), повар
- 2015 — Бегущий в лабиринте: Испытание огнём / Maze Runner: The Scorch Trials — Фрайпэн
- 2018 — Бегущий в лабиринте: Лекарство от смерти / Maze Runner: The Death Cure — Фрайпэн
- 2018 — Бёрден[англ.] / Burden — Келвин Кеннеди

Телевидение
- 2008 — Спасатели во времени / Minutemen — Честер
- 2010 — Город хищниц / Cougar Town — ликующий член клуба (в эпизоде Breakdown)
- 2010 — Виктория-победительница / Victorious — Нэйт (в эпизоде Survival of the Hottest)
- 2012 — Клубничное лето / Strawberry Summer — Ной
- 2016 — Делая движения / Making Moves — Ной (в 9 эпизодах)
- 2016 — Адская кухня / Hell's Kitchen — в роли самого себя (в выпуске 17 Chefs Compete)

Интернет
- 2009 — Бедный Пол[англ.] / Poor Paul — Бобби Рыба (в эпизоде I Know a Guy)